# Pix

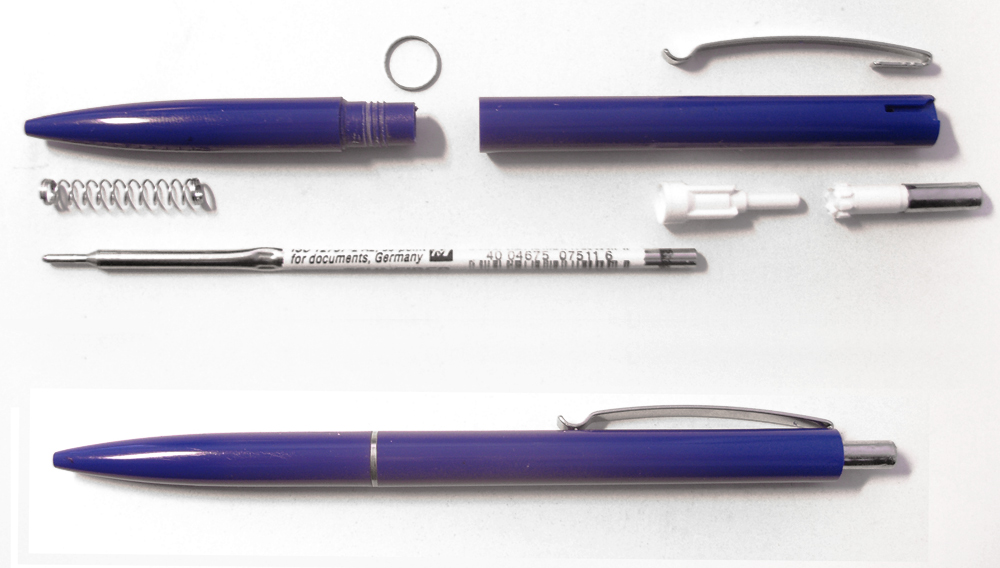
Un pix desfăcut, putând să-i fie văzute toate componentele și același pix asamblat.

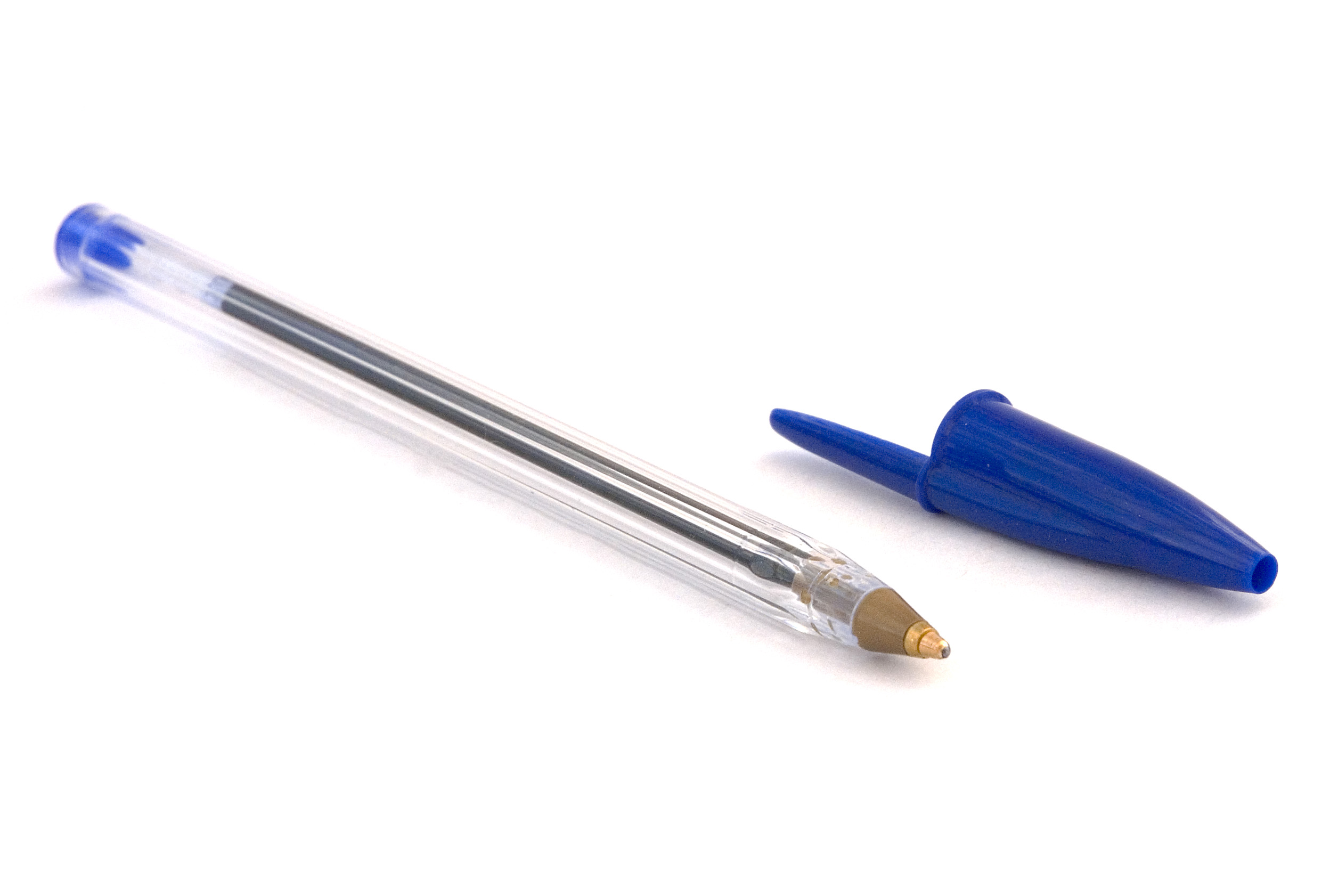
Un pix ieftin.

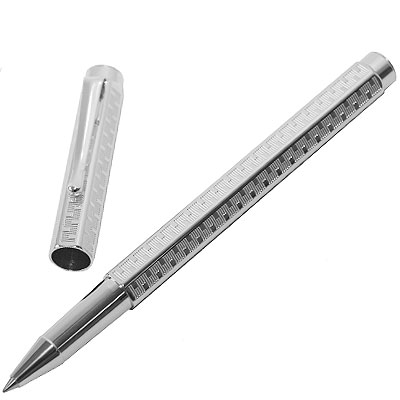
Un pix de lux

Pixul (sau stiloul cu bilă) este un instrument de scris cu cerneală vâscoasă (pastă sau gel). Este prevăzut cu o bilă mică la vârf, care dozează pasta din rezervor. Există pixuri într-o largă varietate de culori și de tipuri de paste. Există de asemenea pixuri cu mai multe mine de culori diferite. Cuvântul pix poate desemna de asemenea creionul mecanic.
O primă variantă a pixului cu pastă a fost inventată de americanul John J. Loud, care a și obținut un brevet în 1888, dar invenția sa nu a fost comercializată și brevetul a expirat în cele din urmă.
Stiloul cu bilă utilizat și în prezent a fost brevetat ca invenție în 1938, de ungurul László József Bíró, naturalizat în Argentina ca Ladislao José Biro, iar ulterior mulți alți producători și-au protejat prin drepturi de proprietate intelectuală modificările și ameliorările aduse acestuia.
Stilourile cu bilă pot varia în lungime, formă și diametru, și sunt făcute de obicei din plastic sau metal, în timp ce bila stiloului e făcută din alamă, oțel, ceramică sau carbură de wolfram, cu diametrul de circa 0,7 mm.